# Crocidura attila
Crocidura attila, musaraña de Hun, es una especie de mamífero soricomorfo de la familia Soricidae.
Se encuentra en una franja que abarca desde el lago Alberto en el Gran Valle del Rift hasta el golfo de Guinea; noreste de la República Democrática del Congo, República Centroafricana, Camerún y sureste de Nigeria.
Es una especie con una amplia distribución que resiste muy bien la degradación o modificación de su hábitat. Se encuentra en zonas montañosas, entre los 1500 y 1900 m de altitud, aunque también puede ser encontrada en zonas más bajas, a unos 1000 m de altitud.